# Орлов, Иван Васильевич
Иван Васильевич Орлов (18 июня 1899, Тамбов — 29 октября 1982) — советский учёный в области ветеринарной паразитологии, член-корреспондент ВАСХНИЛ (1956).

## Биография
Родился в Тамбове. Окончил Казанский ветеринарный институт (1925).
- 1925—1928 преподаватель Тамбовского зооветеринарного техникума.
- 1928—1934 ассистент, учёный специалист, заведующий лабораторией отдела гельминтологии Всесоюзного института экспериментальной ветеринарии.
- 1930 руководитель экспедиции в Омскую область, в совхоз «Крестинский» . Назначен как один из первых учеников Скрябина К. И.Скрябина, Константина Ивановича Экспедиция должна была решить проблему диктиокаулеза (заражение гельминтами легких у овец, вызывающее смертельную пневмонию). Предстояло изучить биологию паразита, включая цикл равития. Иван Васильевич впервые в мире решил проблему лечения диктиокаулеза и разработал метод лечения.[1]

С 1934 г. заведующий кафедрой паразитологии в вузах: Воронежском зооветеринарном институте (1934—1943), Ульяновском СХИ (1943—1945), Московском технологическом институте мясной и молочной промышленности (1945—1972).
Одновременно в 1958—1965 гг. заместитель академика-секретаря Отделения животноводства, в 1965—1982 член бюро Отделения ветеринарии ВАСХНИЛ, в 1968—1972 гг. вице-президент Международного комитета по трихинеллезу.

## Научная деятельность
Разработчик метода гельминтолярвоскопии — прижизненной диагностики диктиокаулеза, и нового способа лечения — метода интратрахеальных инъекций слабого раствора йода.

### Публикации
- Смена пастбищ как метод профилактики гельминтозов в овцеводческих хозяйствах. — М.; Л.: Изд-во ВАСХНИЛ, 1937. — 255 с. — (Тр. Всесоюз. ин-та гельминтологии; т. 2).
- Краткий курс паразитологии домашних животных / соавт.: К. И. Скрябин и др. — 6-е изд., испр. доп. — М.: Сельхозгиз, 1950. — 421 с.
- Трихоцефалиды и капилляриды животных и человека и вызываемые ими заболевания / соавт.: К. И. Скрябин, Н. П. Шихобалова. — М., 1957.— 587 с. — (Основы нематодологии / Гельминтол. лаб. АН СССР; т. 6).
- Гельминты органов и тканей сельскохозяйственных животных / соавт.: О. В. Рыбалтовский, Н. Е. Косминков. — М.: Колос, 1970. — 200 с. — (Б-ка практ. вет. врача).

## Награды и звания
Доктор ветеринарных наук (1939), профессор (1935), член-корреспондент ВАСХНИЛ (1956).
Лауреат Государственной премии СССР (1977). Награждён орденами Трудового Красного Знамени (1953), «Знак Почёта» (1944), медалями СССР и ВДНХ.